# 4-methylamfetamine
4-methylamfetamine (doorgaans afgekort tot 4-MA) is een organische verbinding met als brutoformule C10H15N.
4-methylamfetamine wordt soms toegevoegd aan amfetamine. Deze stof kan in lage doses al ernstige gezondheidsschade veroorzaken. Hierbij treedt er oververhitting van het lichaam op.